# Neochrome
A Neochrome egy magyar black/death metal zenekar, ami 2001-ben alakult Debrecenben. Számos tagcserét követően 2012-től a következő két évben már Neokhrome néven dolgoztak, majd az egyre nyilvánvalóbb stílusváltozás miatt a zenekar addigi pályafutása lezárult, a tagok pedig 2014-től Perihelion néven folytatták tovább új utakon.

## Történet
Az együttes 2001 őszén állt össze, alapító tagjai Murd, Nord Beraht, Peter D. Maniak és Vee voltak. 2001-ben vették fel az Out of This Cage bemutatkozó anyagot, amelyet eredetileg promóció céljára készítettek, de a kedvező kritikák nyomán[forrás?] forgalomba is hozták szerzői kiadásban.
2002 augusztusában rendezték első nagyobb koncertjüket, amelyből később a The Chromized Land Fesztivál született. 2003 őszén újabb promóciós anyagot készítettek.
2004 szeptemberében jelent meg első nagylemezük Manifestation of the Forgotten Subconscious címmel a Nail Records kiadásában, a Hammer Records terjesztésében. Ebben az évben Nord Beraht személyes okok miatt elhagyta a zenekart, helyére Khor került, Vee pedig átvette a gitárt. Bőgősként Dim ugrott be, a Dim Visionból. Első videóklipjük, a Misanthropy Pt.2. című gyakran megjelent a VIVA TV MegaWatt című műsorában.
2006-ban Sathurn lett az új bőgős. Év végén elkezdtek dolgozni a második lemezükön, amely 2007-ben jelent meg Downfall/Collapse címmel, ezúttal is a Hammer Recordsnál. 2007-ben kilépett Maniak is, ekkor Vee lett az énekes. Az év végén Khor gitáros is kivált, helyét Sathurn vette át, új tagként a korábban a Sin:Overflow és Mortem zenekarokban játszó Od lépett be.
2008-ban elkészült második videóklipjük a The Reckoning dalra. Ugyanekkor került az együttesbe Nia. 2008 végén elkezdték a harmadik nagylemez munkálatait, ami végül újabb tagcseréket követően négy évvel később jelent meg Perihelion címmel. Az együttes a lemez megjelenése előtt apró névváltozáson esett át. 2012 óta Neokhrome néven dolgoznak. A zenekar harmadik videóklipjét a Stellar Outcast című dalhoz forgatták.
A zenekar 2014-ben újra nevet váltott és az utolsó album alapján a tagok Perihelion néven folytatták a zenélést.

## Diszkográfia
- Out of This Cage (EP, 2001)
- Manifestation of the Forgotten Subconscious (2004)
- Downfall/Collapse (2007)
- Perihelion (2012)

## Tagok
- Vasvári Gyula – gitár, ének
- Szabados Krisztián – gitár
- Somoskői Viktor – basszusgitár
- Katonka Barna – dob

## Videóklipek
- Misanthropy Pt.2
- The Reckoning
- Stellar Outcast

## További információ
- Hivatalos honlap
- Myspace profil